# Odontopleurida
De Odontopleurida zijn een orde van zeer stekelige trilobieten die nauw verwant zijn aan de orde Lichida. Bijna alle Odontopleurida hebben lange stekels.
Odontopleurida hebben acht tot dertien thoraxsegmententen. Odontopleuridae hebben er maximaal tien en Damesellidae nooit meer dan dertien. Het pygidium is meestal erg klein en alle geslachten hebben lange stekels.
Sommige experts groeperen de geslachten van Odontopleurida (Odontopleuridae en Damesellidae), in de orde Lichida. De Damesellidae zijn beperkt tot strata uit het Midden- tot Boven-Cambrium en vormen misschien een overgang tussen Lichida uit het Cambrium en de Odontopleuridae. De Odontopleuridae verschenen voor het eerst in het Boven-Cambrium en stierven uit voor het einde van het Frasnien in het Devoon.

## Taxonomie

### Damesellidae
- Adelogonus?[bron?]
- Bergeronites
- Blackwelderia
- Blackwelderioides
- Chiawangella
- Cyrtoprora
- Damesella
- Damesops
- Dipentaspis
- Dipyrgotes
- Neodrepanura
- Duamsannella
- Fengduia
- Guancenshania
- Hercantyx?
- Histiomona
- Jiawangaspis
- Karslanus[2]
- Liuheaspis
- Metashantungia
- Neodamesella
- Palaeadotes,
- Paradamesella
- Parashantungia
- Pingquania
- Pionaspis
- Protaitzehoia
- Pseudoblackwelderia
- Shantungia
- Stephanocare
- Taihangshania
- Taitzehoia
- Teinistion
- Xintaia
- Yanshanopyge

### Odontopleuridae
- Acanthalomina
- Acidaspidella, ook wel onder Lichida
- Acidaspides, ook wel onder Lichida
- Acidaspis
- Anacaenaspis
- Apianurus
- Archaeopleura
- Boedaspis
- Borkopleura
- Brutonaspis
- Calipernurus
- Ceratocara
- Ceratocephala
- Ceratocephalinus
- Ceratonurus
- Chlustinia
- Dalaspis
- Diacanthaspis
- Dicranurus
- Dudleyaspis
- Edgecombeaspis
- Eoleonaspis
- Exallaspis
- Gaotania
- Globulaspis
- Hispaniaspis
- Isoprusia
- Ivanopleura
- Kettneraspis
- Koneprusia
- Laethoprusia
- Leonaspis
- Meadowtownella
- Miraspis
- Ningnanaspis
- Odontopleura
- Orphanaspis
- Periallaspis
- Primaspis
- Proceratocephala
- Radiaspis
- Rinconaspis
- Selenopeltis
- Selenopeltoides
- Sinespinaspis
- Stelckaspis
- Taemasaspis
- Uriarra
- Whittingtonia